# 사랑의 철학
사랑의 철학은 사랑의 본질을 설명하는 시도의 사회 철학과 윤리학의 분야이다.

## 서양전통

### 고전적 근간
고전적 사랑의 철학의 근간은 플라톤의 향연으로 거슬러 올라간다. 플라톤의 향연은 사랑이라는 개념을 더욱 깊이 파고들어 사랑을 정의하기 위해 다양한 해석과 관점을 제시한다. 플라톤은 이후의 사랑 철학에 지속적으로 영향을 미친 세 가지 주요 사랑의 주제를 골라낸다.
1. 두 가지 사랑, 나는 천상적이고 다른 하나는 지상적이라는 생각. 2천 년 후 토비 삼촌은 "발레시우스에 대한 피치노의 논평에 의하면, 이 사랑들 중 하나는 이성적이고 다른 하나는 자연적이며, 첫째는 철학과 진리에 대한 갈망을 불러일으키고, 두 번째는 단순히 갈망하도록 부추긴다"는 사실을 알게 됐다.
2. 아리스토파네스는 인류를 원래 전체가 두 개로 분열된 결과로 본다. 프로이트는 나중에 이 신화를 인용했다. "이 원시인들의 모든 것은 이중적이었다. 그들은 손이 네 개, 발이 네 개, 얼굴이 두 개였다." 이를 반복강박 이론을 뒷받침하는 근거로 삼았다.
3. 플라톤의 사랑에 대한 승화 이론은 "하나에서 둘로, 둘에서 모든 아름다운 형태로, 아름다운 형태에서 아름다운 행동으로, 아름다운 행동에서 아름다운 개념으로, 그리고 아름다운 개념에서 절대적 아름다움의 개념에 도달할 때까지 위로 올라간다"이다.

대조적으로 아리스토텔레스는 에로스(사랑)보다 필리아(우정, 애정)에 더 많은 강조를 뒀다. 그리고 우정과 사랑의 관계는 르네상스 시대로 이어지고 르네상스를 거쳐 계속됐다. 키케로는 라틴어 사용자를 위해 "사랑(amor)에서 '우정'(amicitia)라는 단어가 유래했다"고 지적했다. 한편 루크레티우스는 에피쿠로스의 연구를 바탕으로 비너스의 역할을 "우주의 인도자"로 칭찬하고 "연애에 빠진 사람들... 인생의 가장 좋은 시절을 게으름과 방탕에 낭비한 사람들"을 비판했다.
그리스어로 에로스는 큐피드라고도 불리며, 장난기 넘치는 사랑의 신이었다. 그는 여신 아프로디테의 동반자였다. 에로스는 신과 인간에게 사랑의 불꽃을 지펴준 것으로 알려져 있다. 그는 활과 화살, 또는 타오르는 횃불로 무장한 모습으로 묘사된다. 또한 불순종하지만 아프로디테의 충실한 자식으로 알려져 있다.
필리아 사랑은 우정의 한 유형이다. 그리스어로는 형제애로 번역된다. 아리스토텔레스는 우정의 세 가지 주요 유형을 설명할 수 있었다. 이는 유용한 우정, 즐거운 우정, 그리고 덕성이다. 유용한 우정은 욕망에서 비롯된 유익을 우정에 부여할 때이다. 즐거운 우정은 받는 즐거움에 기반한다. 덕성은 진정한 우정에 기반하고 그로부터 아무것도 얻지 않을 때이다.
그리스어로 아가페는 단순히 사랑을 의미한다. 아가페 사랑은 사랑의 대상에 대한 선의, 자비, 그리고 의도적인 기쁨이 있을 때 존재한다. 이 유형의 사랑은 낭만적인 사랑이나 성적인 사랑과는 관련이 없다. 또한 친밀한 우정이나 형제애를 의미하는 필리아 유형의 사랑도 아니다. 이 사랑을 특별하게 만드는 것은 종교적으로 인도되는 관대함과 모든 사람에 대한 연민과 같은 영성의 자연스러운 행동을 포함한다는 점이다.

### 페트라르키즘
그가 사랑에 빠진 인물들 중에서 카툴루스는 엘로이즈와 같은 다른 사람들과 함께 12세기에 사랑의 재판에 소환됐다. 이러한 인물들의 계급에서 궁정연애라는 개념이 등장했고 그로부터 페트라라키즘이 근대 초기 세계의 낭만적 사랑의 수사학적/철학적 기초를 형성했다.

### 프랑스 회의주의
좀 더 회의적인 프랑스 전통은 스탕달 이후부터 찾을 수 있다. 스탕달의 결정화 이론은 랑에 대한 상상적인 준비 상태를 함축했는데, 이는 대상에 모든 환상적 완벽함이 스며들기 위해 단 하나의 계기만 있으면 된다는 것을 의미한다. 프루스트는 더 나아가 부재, 접근 불가능성, 또는 질투를 사랑의 필연적인 촉진 요인으로 지목했다. 라캉은 "사랑은 자신이 갖지 못한 것을 존재하지 않는 누군가에게 주는 것"이라고 말하며 이 전통을 거의 패러디했다. 뤼스 이리가레와 같은 후기 라캉주의자는 "타자를 동일한 존재로 환원하고 … 성적 해방이라는 명목 아래 사랑을 저해하는 에로티시즘을 강조하는" 세상에서 사랑의 여지를 찾기 위해 고군분투한다.

### 서양의 사랑의 철학자들
- 헤시오도스
- 사포
- 엠페도클레스
- 플라톤 (향연)
- 아우구스티누스
- 토마스 아퀴나스
- 엘로이즈
- 레온 헤브레오
- 바뤼흐 스피노자
- 니콜라 말브랑슈
- 장 피에르 루셀로
- 안토니오 카소 안드라데
- 지그문트 프로이트
- 쇠렌 키르케고르 - 사랑의 행위
- 칼 융
- 안데르스 니그렌
- 마틴 다시
- 어빙 싱어 - 사랑의 철학: 부분적 요약
- 아르투어 쇼펜하우어 - "사랑의 형이상학"
- 토마스 제이 오르드
- 프리드리히 니체
- 막스 슈티르너 "이기적인 사랑"
- 막스 셸러 "동정심의 본질"
- 에리히 프롬, 사랑의 기술의 저자
- C.S. 루이스, "네 가지 사랑"
- 미셸 옹프레, Théorie du corps amoureux: pour une érotique solaire(2000)의 저자
- 칼 포퍼
- 장폴 사르트르
- 장뤼크 마리옹, "에로틱 현상"
- 뤼스 이리가레, "사랑의 길"
- 벨 훅스 - 사랑에 관한 모든 것: 새로운 관점
- 로저 스크루턴 - 지하로부터의 수기
- 캐리 이치카와 젠킨스

## 동양전통
- 막스 베버가 종교와 성(性) 사이의 친밀한 관계라고 부른 것을 고려하면, 인도에서 링감과 요니, 혹은 중국에서 음양이 남성과 여성 원리에 기반한 우주적 양극성의 구조적 형태로서 하는 역할을 더 이해할 수 있을 것이다. 마이투나, 즉 신성한 교제를 통해 탄트라는 신성한 성의 전통을 발전시켰고, 이는 불교와 융합하면서 성적인 사랑을 깨달음으로 가는 길로 보는 관점으로 이어졌다. 사라하가 말했듯, "연꽃과 금강 사이에 존재하는 그 행복한 기쁨은... 모든 오염을 제거한다."
- 결혼에서 사랑의 기초로서의 우정에 대한 힌두교 전통은 베다의 초기 시대로 거슬러 올라갈 수 있다.
- 공자는 때때로 사랑에 대한 철학(종교와 대조되는)을 표현한 것으로 여겨진다.

### 힌두교의 사랑
힌두교에서 사랑은 헌신적인 사랑 또는 신성한 목적을 위한 사랑이라고 한다. 힌두교 승려이자 철학자인 스와미 비베카난다는 "우주에 있는 모든 것은 신성한 기원을 가지고 있으며 사랑받을 자격이 있다. 그러나 전체에 대한 사랑은 부분에 대한 사랑을 포함한다는 점을 명심해야 한다"고 말했다.

### 불교의 사랑
불교에서는 사랑이 보편적이어야 하며, 깨달음에 도달하려면 사랑이 모든 인류를 위한 것이어야한다. 법구경에서는 "가을에 시든 연꽃을 뽑듯이 자기애를 뽑아내라. 부처님께서 보여주신 평화의 길, 열반의 길을 향해 노력하라"고 가르친다.

### 유교의 사랑
유교의 사랑은 인간사에 있어서 사랑을 중시한다. 인은 유교의 덕목으로, 유교의 가르침의 중심이 되는 자비로운 사랑을 의미하며, 다양한 사회적 관계에 초점을 맞춘다. 논어 4권에서는 다음과 같이 말하고 있다.
4.1 선생님께서 말씀하셨다. 인에 거하는 것이 가장 공평한 길이다. 인에 거하지 아니하면 어디서 지혜가 나오겠느냐?
4.7 선생님께서 말씀하셨다. 사람은 그 사람의 유형에 따라 잘못을 저지른다. 그들의 잘못을 관찰하면 인을 알 수 있다.

## 같이 보기
- 애착 이론
- 아가페
- 만티네이아의 디오티마
- 성주의
- 자유 연애
- 커플
- 사랑은...
- 장미 이야기
- 성적 관계

## 참고 도서
- C. S. Lewis, The Allegory of Love (1936)
- Theodor Reik, Psychology of Sex Relations (1961)
- Camille Paglia, Sexual Personae (1992)
- Glen Pettigrove, Forgiveness and Love (Oxford University Press, 2012).